# Adrian Ghenie

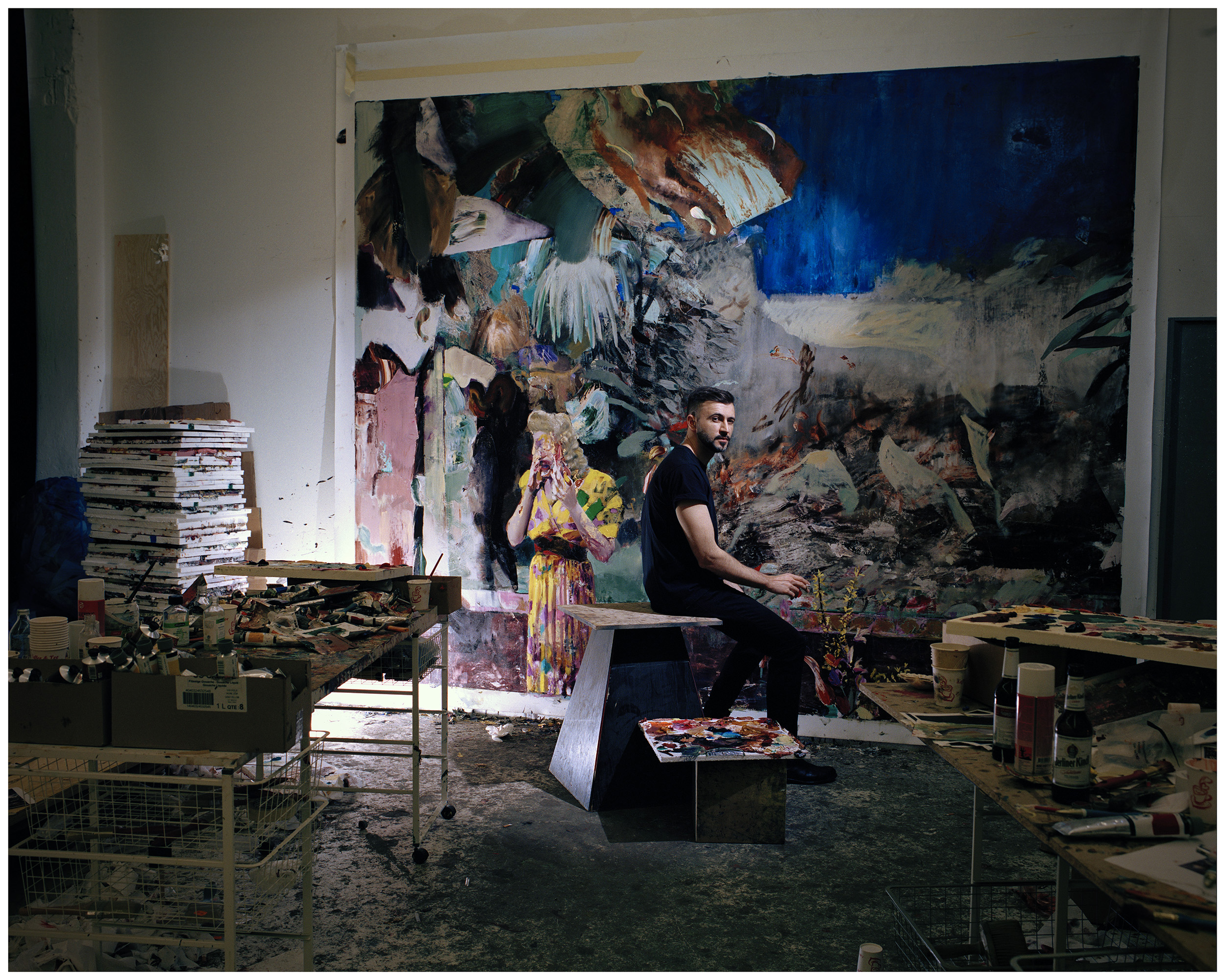
Adrian Ghenie, porträtiert von Oliver Mark, Berlin 2014, Sammlung des Bukowina-Museums

Adrian Ghenie (* 1977 in Baia Mare, Rumänien) ist ein rumänischer Künstler. Er lebt in Cluj-Napoca (Klausenburg) und Berlin.

## Leben
Nach dem Abschluss der Universität für Kunst und Design in Cluj-Napoca im Jahr 2001 hatte er ab 2006 internationale Einzelausstellungen in Rumänien, Deutschland, Schweiz, den USA und Großbritannien. Im Sommer 2009 erschien im Hatje Cantz Verlag eine erste umfassende Monografie, in der 70 Werke ganzseitig vorgestellt werden. Im November 2009 widmete ihm das Nationalmuseum für Zeitgenössische Kunst in Bukarest eine erste Museumsretrospektive. 2015 repräsentierte er das rumänische Pavillon bei der 56. Biennale in Venedig.
In Berlin hat Ghenie das Atelier in der Galerie Nolan Judin (2013).

## Werk
In seinen Bildern setzt Ghenie einen Materialmix von Fotos, (bearbeiteten) Zeitungs- und Videoausschnitten und selbst Gemaltem ein. Sie sind dominiert von Schwarz und dunklem Grau, häufig werden Szenen dargestellt, die zugleich realistisch und unbestimmt wirken.
In seinen Werken ist seine Faszination für Geschichte sowie das Trauma der Diktatur zu erkennen.

## Ausstellungen (Auswahl)
- 13. Dezember 2024 bis 16. März 2025: „Battleground Studio: Adrian Ghenie – Arbeiten auf Papier“ im Kupferstichkabinett Dresden
- 2025: „Adrian Ghenie - Schattenbilder“, Albertina (Wien)